# Kevin Schade
Pour les articles homonymes, voir Schade.
Kevin Schade, né le 27 novembre 2001 à Potsdam, est un footballeur allemand qui joue au poste d'attaquant au Brentford FC.

## Biographie

### Carrière en club
Schade rejoint le SC Fribourg en 2018 après un passage de cinq ans à l'Energie Cottbus. En décembre 2019, alors qu'il a déjà commencé à jouer en équipe reserve en quatrième division, marquant même un but contre le Kickers Offenbach, il signe son premier contrat professionnel avec le club de Fribourg-en-Brisgau,.
Lors de l'avant-saison 2021-22, Schade est promu en équipe première par Christian Streich, alors qu'il vient de jouer un rôle actif dans la promotion de l'équipe reserve en 3. Liga, dans laquelle il va ainsi également jouer en début de saison.
Il fait ses débuts en Bundesliga le 21 août 2021, entrant en jeu lors d'une victoire 2-1 à domicile contre le Borussia Dortmund.

### Carrière en sélection
Avec les moins de 19 ans, il s'illustre notamment en étant l'auteur d'un triplé face à la Biélorussie, le 12 octobre 2019, lors d'une victoire 9-2 dans les éliminatoires du championnat d'Europe 2020.
Convoqué en équipe d'Allemagne espoirs pour la première fois en octobre 2021,,, il fait ses débuts avec la sélection le 7 octobre 2021, titularisé lors du match des éliminatoires du Championnat d'Europe contre Israël,,. Il joue un rôle actif dans cette victoire 3-2, marquant notamment de la tête le but de l'égalisation 2-2, avant que Jonathan Burkardt n'offre la victoire aux siens,.

## Statistiques

### En club
| Saison                | Club                  | Championnat            | Championnat | Championnat | Coupe nationale | Coupe nationale | Coupe de la Ligue | Coupe de la Ligue | Compétition(s) continentale(s) | Compétition(s) continentale(s) | Compétition(s) continentale(s) | Total | Total |
| Saison                | Club                  | Division               | M.          | B.          | M.              | B.              | M.                | B.                | Comp.                          | M.                             | B.                             | M.    | B.    |
| 2019-2020             | SC Fribourg II        | Regionalliga Sud Ouest | 4           | 1           | -               | -               | -                 | -                 | -                              | -                              | -                              | 4     | 1     |
| 2020-2021             | SC Fribourg II        | Regionalliga Sud Ouest | 26          | 8           | -               | -               | -                 | -                 | -                              | -                              | -                              | 26    | 8     |
| 2021-2022             | SC Fribourg II        | 3.Liga                 | 1           | 2           | -               | -               | -                 | -                 | -                              | -                              | -                              | 1     | 2     |
| Sous-total            | Sous-total            | Sous-total             | 31          | 11          | 0               | 0               | 0                 | 0                 | -                              | 0                              | 0                              | 31    | 11    |
| 2021-2022             | SC Fribourg           | Bundesliga             | 21          | 4           | 3               | 1               | -                 | -                 | -                              | -                              | -                              | 24    | 5     |
| 2022-2023             | SC Fribourg           | Bundesliga             | 8           | 1           | -               | -               | -                 | -                 | C3                             | 4                              | 0                              | 12    | 1     |
| Sous-total            | Sous-total            | Sous-total             | 29          | 5           | 3               | 1               | 0                 | 0                 | -                              | 4                              | 0                              | 36    | 6     |
| 2022-2023             | Brentford FC (prêt)   | Premier League         | 18          | 0           | 1               | 0               | -                 | -                 | -                              | -                              | -                              | 19    | 0     |
| 2023-2024             | Brentford FC          | Premier League         | 5           | 1           | -               | -               | 1                 | 0                 | -                              | -                              | -                              | 6     | 1     |
| Sous-total            | Sous-total            | Sous-total             | 23          | 1           | 1               | 0               | 1                 | 0                 | -                              | 0                              | 0                              | 25    | 1     |
| Total sur la carrière | Total sur la carrière | Total sur la carrière  | 83          | 17          | 4               | 1               | 1                 | 0                 | -                              | 4                              | 0                              | 92    | 18    |